# Leonhard Schiemer
Leonhard Schiemer ( Vöcklabruck, Alta Austria, 1500 – Rattenberg Tirol, 14 de enero de 1528) fue un líder anabaptista pacifista y mártir.

## Biografía
Creció en un ambiente religioso y fue capacitado como sastre, pero muy joven ingresó en un monasterio franciscano en Judenburgo (Estiria). Seis años después rechazó la vida monástica y fue a Núremberg, en donde volvió a trabajar en la sastrería.

### Anabaptismo
Fue atraído al anabaptismo por las predicaciones de Hans Hut y viajó a Viena, donde fue bautizado por Osvaldo Glait. Había adoptado el punto de vista de ellos dos en su debate con Hubmaier sobre el uso de las armas y la participación en las guerras. Los partidarios de las tesis de Hubmaier sobre este asunto se conocieron entre los anabautistas como Schwertler (sostenedores de la espada), en tanto que a sus contrincantes se les designaba como Stäbler (sostenedores del báculo). Schiemer fue además de un Stäbler decididamente partidario de la noviolencia, un opositor a la propiedad privada y un simpatizante del comunismo cristiano difundido por Jacob Hutter y Peter Rideman.
Fue enviado por los anabaptistas de Viena a la ciudad industrial de Steyr, donde fue designado predicador y comisionado como misionero a Salzburgo y Baviera. En agosto de 1527 participó en el "Sínodo de los Mártires". Fue entonces enviado al Tirol, y se asentó en Rattenberg, a orillas del Eno, donde sirvió como obispo.

### Arresto y martirio
El 25 de noviembre de 1527 Schiemer fue arrestado por instigación de las autoridades católicas. Durante su corta permanencia en prisión (hasta enero de 1528) compuso y publicó varias obras entre las cuales se destacan: Was die Gnade sei (¿Qué es la gracia?); Vom Fläschl (Como la Botella); Von der Taufe im Neuen Testament (Acerca del Bautismo en el Nuevo Testamento) y Ein Bekenntnis vor dem Richter zu Rotenburg (Una Confesión antes del Juicio de Ratenburgo). Compuso también el himno Cuan preciosa es la muerte de los santos, que como otros de su autoría fue incluido en el Ausbund, himnario anabaptista del siglo XVI, conservado por los Amish. Redactó un reglamento eclesiástico que fue adoptado después por los huteristas de Moravia. Las obras de Schiemer tuvieron gran importancia en el desarrollo ulterior de las diferentes corrientes anabautistas.
En enero de 1528 intentó escapar de la prisión pero falló, por lo cual fueron endurecidas las condiciones de su cautiverio. Después de ser sometido a torturas fue decapitado el 14 de enero de 1528.